# Hyaloseris
Hyaloseris Griseb., 1879 è un genere di piante angiosperme eudicotiledoni della famiglia delle Asteraceae.

## Descrizione
Le specie di questa voce sono piante perenni con portamenti arbustivi o piccolo-arborei.
Le foglie lungo il caule sono a disposizione opposta. La forma delle lamine è semplice, intera con contorno più o meno lanceolato oppure strettamente ellittiche. Il margine può essere denticolato e gli apici acuti o ottusi. Le stipole sono assenti.
Le infiorescenze sono composte da due o molti capolini omogami, subsessili, discoidi raccolti in dense formazioni terminali o ascellari. I capolini sono formati da un involucro a forma da cilindrica a campanulata, normalmente sotteso da dense bratteole simili a squame, composto da brattee (o squame) all'interno delle quali un ricettacolo fa da base ai fiori (pochi o molti - raramente solitari) di due tipi: tubulosi e ligulati. Le brattee disposte su 6 - 7 serie in modo embricato sono di vario tipo con forme da ovate a lanceolate. Il ricettacolo, minuto e glabro, è nudo.
I fiori sono tetra-ciclici (ossia sono presenti 4 verticilli: calice – corolla – androceo – gineceo) e pentameri (ogni verticillo ha 5 elementi). I fiori sono ermafroditi, actinomorfi (raramente possono essere zigomorfi) e fertili. In genere i fiori centrali sono bisessuali e tubulosi; quelli periferici sono ligulati e sterili.
- Formula fiorale:

*/x K {\displaystyle \infty }, [C (5), A (5)], G 2 (infero), achenio
- Calice: i sepali del calice sono ridotti ad una coroncina di squame.
- Corolla: la corolla, glabra, è bilabiata (in apparenza), actinomorfa con 3 - 4 denti; i lobi sono lunghi e arrotondati; i colori sono bianco, giallo o crema.
- Androceo: gli stami sono 5 con filamenti liberi, glabri o papillosi e distinti, mentre le antere sono saldate in un manicotto (o tubo) circondante lo stilo. Le antere in genere hanno una forma sagittata con base caudata e lunghe appendice. Il polline normalmente è tricolporato a forma sferica, più o meno echinato.
- Gineceo: lo stilo, abassialmente glabro (raramente rugoso) e privo del nodo, è filiforme; gli stigmi dello stilo sono due divergenti e lunghi e ricurvi, acuti e brevemente papillosi. L'ovario è infero uniloculare formato da 2 carpelli. L'ovulo è unico e anatropo.

I frutti sono degli acheni con pappo. La forma dell'achenio varia da fusiforme a lungamente fusiforme con 5 - 10 coste, con superficie glabra o sparsamente setosa. Il pericarpo può essere di tipo parenchimatico, altrimenti è indurito (lignificato) radialmente. Il capopodium (il ricettacolo alla base del gineceo) ha delle forme anulari o brevemente cilindriche. I pappi, formati da poche serie di setole capillari o barbate o densamente piumose, decidue o persistenti, sono direttamente inseriti nel pericarpo o connati in un anello parenchimatico posto sulla parte apicale dell'achenio. L'endosperma è del tipo cellulare.

## Biologia
- Impollinazione: l'impollinazione avviene tramite insetti (impollinazione entomogama tramite farfalle diurne e notturne).
- Riproduzione: la fecondazione avviene fondamentalmente tramite l'impollinazione dei fiori (vedi sopra).
- Dispersione: i semi (gli acheni) cadendo a terra sono successivamente dispersi soprattutto da insetti tipo formiche (disseminazione mirmecoria). In questo tipo di piante avviene anche un altro tipo di dispersione: zoocoria. Infatti gli uncini delle brattee dell'involucro si agganciano ai peli degli animali di passaggio disperdendo così anche su lunghe distanze i semi della pianta.

## Distribuzione e habitat
Le specie di questo genere si trovano in Argentina e Bolivia.

## Tassonomia
La famiglia di appartenenza di questa voce (Asteraceae o Compositae, nomen conservandum) probabilmente originaria del Sud America, è la più numerosa del mondo vegetale, comprende oltre 23.000 specie distribuite su 1.535 generi, oppure 22.750 specie e 1.530 generi secondo altre fonti (una delle checklist più aggiornata elenca fino a 1.679 generi). La famiglia attualmente (2021) è divisa in 16 sottofamiglie.

### Filogenesi
Il genere Hyaloseris appartiene alla tribù Stifftieae della sottofamiglia Stifftioideae. Nell'ambito della tribù questo genere appartiene al clade denominato  "Hyaloseris Clade" (formato solamente da questo genere) che insieme al "Gongylolepis Clade", formato dai seguenti generi: Achnopogon, Duidaea, Eurydochus, Glossarion, Gongylolepis, Neblinaea, Quelchia e Salcedoa, formano un "gruppo fratello" e rappresentano il "core" della tribù.

### Elenco delle specie
Questo genere comprende 7 specie:
- Hyaloseris andrade-limae Cristóbal & Cabrera, 1982 - Distribuzione: Argentina
- Hyaloseris catamaquiensis  Hieron. ex Fiebrig, 1910 - Distribuzione: Argentina e Bolivia
- Hyaloseris cinerea  Griseb., 1879 - Distribuzione: Argentina
- Hyaloseris longicephala  B.L.Turner, 1986 - Distribuzione: Bolivia
- Hyaloseris quadriflora  J.Kost., 1945 - Distribuzione: Bolivia
- Hyaloseris rubicunda  Griseb., 1879 - Distribuzione: Argentina
- Hyaloseris salicifolia  Hieron., 1885 - Distribuzione: Argentina e Bolivia

### Sinonimo
- Dinoseris Griseb.[2]